# NGC 4301
NGC 4301 é uma galáxia espiral barrada (SBc) localizada na direcção da constelação de Virgo. Possui uma declinação de +04° 33' 57" e uma ascensão recta de 12 horas, 22 minutos e 27,2 segundos.
A galáxia NGC 4301 foi descoberta em 21 de Abril de 1851 por William Parsons.